# أسماك أحادية الأصبع
أسماك أحادية الأصبع أو القَيْصانيات (الاسم العلمي: Monodactylidae)، فصيلة أسماك بحرية من رتبة الفرخيات. تنتشر أنواعه طول السواحل في أفريقيا والهند وجنوب آسيا.